# Leftöver Crack
A Leftöver Crack egy amerikai punkegyüttes. A crust punk, hardcore punk, ska-punk és anarcho punk műfajokban tevékenykednek.
1998-ban alakultak meg a manhattani Alphabet City-ben. A zenekar a Choking Victim nevű punkegyüttes feloszlása után alakult meg. A név a „leftover” (maradék) szóra utal, a jelentése „Crack maradvány”". Ugyanakkor a Leftöver Crack eredetileg Stza egyszemélyes projektje volt, amellyel olyan dalokat adott elő, amelyek nem jelentek meg a Choking Victim név alatt. Ezeket a dalokat Stza a "leftover songs" ("maradék dalok") névvel illette.

## Tagok
- Stza – ének, gitár (1998–)
- Donny Morris – dob (2015–)
- Al Rosenberg – gitár (2019–)
- Kate Coysh – ének (2017–)

Korábbi tagok
- Brad Logan – gitár (1998–2000; 2004–2021)
- Sandra Malak - basszusgitár (2021)
- Alec Baillie – basszusgitár (1998–2020; 2020-ban elhunyt)
- Chris Mann – gitár (2015–2019)
- Amery Smith – dob (1998–2000)
- Mike Trujillo – gitár (1998–2000)
- Brandon Chevalier-Kolling – dob (1998, 2004; 2004-ben elhunyt)
- Ezra Kire – gitár (2000–2012)
- Ara Babajian – dob (2000–2002, 2005–2007)
- JP Otto – dob (2002–2005)
- Tom 'Jangles' Knox
- Joey "Gunner" Hunt
- Austin Hotchkiss
- Harrison Rolfe
- Lance Michael

## Diszkográfia
Stúdióalbumok
- Mediocre Generica (2001)
- Fuck World Trade (2004)
- Constructs of the State (2015)